# Аеродром Берн
Регионални аеродром Берн-Белп (IATA: BRN, ICAO: LSZB / LSMB), познат као Аеродром Берн, званично познат као Regionalflugplatz Bern-Belp на немачком, је регионални аеродром који опслужује Берн. Аеродром се налази унутар градских граница Белпа, и користио се за обављање редовних летова до неких европских метропола и неколико туристичких дестинација. Током 2016. превезено је 183.319 путника, што је смањење од 3,5% у односу на 2015. 
Била је то база сада угашене авио-компаније Скај ворк ерлајнса, чије је приземљење проузроковало да аеродром изгуби више од 1/3 свог промета. 

## Објекти
Аеродром има више зона за слетање, асфалтирану писту (14/32 од 1730 метара), травната писта (32L/14R од 650 метара, од 2017. неоперативан), хеликоптер и простор за једрилице. Писта 14 има ILS прилаз и NDB прилаз (само за обуку). Постојећи терминал је проширен 2011. како би се боље прилагодио летовима ка земљама ван Шенгенског подручја.

## Авио-компаније и дестинације
Следеће авио-компаније тренутно нуде сезонске и сезонске чартер летове на аеродрому у Берну: 
| Airlines              | Destinations                                                                   |
| --------------------- | ------------------------------------------------------------------------------ |
| Air Nostrum           | Seasonal charter: Palma de Mallorca                                            |
| Avanti Air            | Seasonal charter: Calvi                                                        |
| Blue Islands          | Seasonal charter: Guernsey, Jersey                                             |
| Helvetic Airways      | Seasonal: Djerba, Heraklion, Kos, Larnaca, Monastir, Palma de Mallorca, Rhodes |
| Sky Alps              | Seasonal charter: Cagliari, Olbia                                              |
| Swiss Flight Services | Seasonal charter: Elba                                                         |

## Статистика
Погледајте необрађени захтев + реф. на Wikidata.
| Година | Путници | Промена |
| ------ | ------- | ------- |
| 2010.  | 85.981  | 0 9,6%  |
| 2011.  | 169.288 | 0 96,9% |
| 2012.  | 258.543 | 0 52,7% |
| 2013.  | 244.699 | 0 5,4%  |
| 2014.  | 177.539 | 0 27,5% |
| 2015.  | 190.032 | 0 7,0%  |
| 2016.  | 183.319 | 0 3,5%  |
| 2017.  | 182.917 | 0 0,2%  |
| 2018.  | 151.621 | 0 17,1% |